# The Broken Cross
The Broken Cross é um filme mudo de 1911, do gênero romance em curta-metragem estadunidense, dirigido pelo cineasta D. W. Griffith, estrelado por Charles West e com Blanche Sweet.

## Elenco
- Charles West
- Florence La Badie
- Grace Henderson
- Dorothy West
- Vivian Prescott
- Claire McDowell
- Blanche Sweet